# Речная собачка
Речная собачка (лат. Salaria fluviatilis) — вид лучепёрых рыб из семейства собачковых.

## Описание
В спинном плавнике 12—13 колючих и 16—17 мягких лучей. В анальном плавнике два колючих и 16—19 мягких лучей. Количество позвонков 36. Внешние особенности: широкая диагональная полоса из мелких точек, тянущаяся от глаза назад и вниз; над глазом ветвистый отросток. Длина головы составляет 25-31% стандартной длины тела. В верхней челюсти 16—24 зуба, в нижней челюсти 16—20 зубов.
Максимальная  длина тела 15,4 см, обычно до 8 см.

## Ареал и места обитания
Встречается в реках и озёрах Северной Африки (Алжир, Марокко), Южной Европы (Албания, Хорватия, Франция, Греция, Италия, Испания, Португалия, Черногория) и Азии (Турция, Израиль).  Встречается в водоёмах как в низовьях рек, так и на сравнительно большой высоте. Держится на каменистом дне, реже на песчаных и илистых грунтах. В ручьях предпочитает самые глубокие участки с быстрым течением. Обычно держится у дна, но может всплывать в средние слои воды.

## Биология
Питается бентосными организмами, личинками и куколками насекомых. Территориальная рыба. Продолжительность жизни до 5 лет. Самки первый раз мечут икру в конце первого года жизни и продолжают размножение до 3 лет, но многие самки гибнут к концу первого года жизни. Нерест с апреля по июнь. Плодовитость составляет до 1200 икринок (обычно 200-300) диаметром около 1 мм. Икра откладывается в один слой под крупным камнем, она тяжелее воды и клейкая. Метание икры повторяется несколько раз за сезон. Самец очищает субстрат, вентилирует и охраняет икру до появления потомства. Несколько самок могут метать икру с одним и тем же самцом в разное время, и он охраняет сразу несколько кладок на разных стадиях развития. Развитие икры длится около недели. Планктонная личинка развивается в тихих участках рек до достижения длины около 1,5 см, питается фито- и зоопланктоном. Молодые рыбы держатся стайками.

## Взаимодействие с человеком
В целом вид не находится под угрозой исчезновения, но популяциям может угрожать загрязнение воды, изменение режима ручьёв и хищничество завезённых видов. Лимитирующим фактором является наличие в жизненном цикле пелагической стадии. Озёрные популяции вида находятся в меньшей опасности. Вид содержится в аквариумах.